# Theotimius macleayi
Theotimius macleayi là một loài bọ cánh cứng trong họ Bọ hung (Scarabaeidae).